# Parroquia El Amparo (Tovar)
La Parroquia El Amparo es la segunda parroquia más pequeña poblacionalmente del Municipio Tovar después de la parroquia San Francisco, cuenta con 2.515 habitantes para el año 2013 está formada por un conjunto de aldeas como Mariño, El Cambur, San Antonio, la Honda, La Cañada, Las Vegas y la Aldea El Amparo, esta última funge como capital de la misma y es allí en donde residen los poderes públicos ejecutivos de dicha jurisdicción, siendo La Junta parroquial el organismo público encargado de administrar, distribuir y gestionar los recursos de inversión otorgados por la Alcaldía municipal de Tovar para la ejecución por los consejos comunales existentes, se caracteriza por ser una zona completamente rural, agrícola y Turística, la cual forma parte del Parque nacional Páramos Batallón y La Negra.
Su capital parroquial, la Aldea de El Amparo se encuentra atravesada por la carretera que comunica a la Ciudad de Tovar con la población de Zea, que a su vez comunica los poblados de Caño El Tigre, El Kilómetro 15, El Kilómetro 12 y la ciudad de El Vigía.

## Historia

### Antecedentes históricos
El Amparo fue fundado en el siglo XIX aproximadamente, aunque se desconoce su fecha exacta, lo cierto es que un militar de la época de nombre Saturnino García.

### Origen del Nombre de “El Amparo”
La aldea El Cambur, era un camino de rocas y paso obligatorio entre Tovar, Zea y Puerto del Escalante, de allí que era frecuentemente atravesado para llevar los productos, como el café, para ser enviado al extranjero y el sitio servía como refugio a los viajeros y por ese motivo surgió el nombre.

### Amparo en la División Político – Territorial
Según La ley de división política territorial del Estado Mérida El Amparo Limita con Zea, Bailadores, Tovar y Santa Cruz de Mora.Mérida,

### Elevación a Parroquia
Cuenta con dos Aldeas El Cambur y San Antonio. Y 9 sectores más.

### Hechos Históricos en El Amparo
Según Tesis de La Historia de El Ampqro de la Licenciada Luz Marina Velazco residente del mismo pueblo El 19 de abril de 1812, hubo la primera acción bélica en Murmuquena (Zea), y los patriotas derrotados se retiraron al Páramo de Mariño, luego a Bailadores y más tarde se acogieron en La Grita. Esta es señalada como una de las acciones de guerra en el territorio de la Provincia de Mérida, durante la Independencia, entre Antonio de Ugarte, Gobernador de Mérida que comandaba las Fuerzas Realistas y Francisco Yépez, como comandante patriota que fue derrotado.
El segundo enfrentamiento, y quizás el más importante para la historia y remembranza de El Amparo, fue el ocurrido el 23 de enero de 1823, en el Páramo de Mariño, entre el coronel Juan Antonio Paredes y las Fuerzas Realistas de Francisco Tomás Morales, quien al ser derrotado, pasó por el caserío Murmuquena (Zea) hacia el Zulia, haciendo cargar sobre los hombros de los vecinos, todo su equipaje y pertrechos.
Estas dos acciones han sido recordadas en el pedestal que ocupa la estatua del Libertador en la plaza Bolívar de Zea.

## Límites
Según el Artículo 90 de la Ley de División Político Territorial del estado Mérida (G 0. N.º 89, Extraordinaria, año XCVII de fecha 29-06-1998).
Artículo 90. La Parroquia El Amparo delimita así.
Por el Norte:  Los límites generales del municipio Tovar con el municipio Zea, desde el nacimiento de  Quino o río Guaruríes, sigue hasta el nacimiento de  Honda y pasando por el Sur de la Aldea La Honda, el cerro El Paramito, llega al río Culebría, punto de partida del límite Este.
Por el Este y Sur:  Partiendo desde la terminación del límite Norte en el río Culebría, aguas arriba por este río, pasando por el puente Las Cruces en la carretera Tovar-El Amparo, y luego en la misma forma hasta su nacimiento.  Siguiendo en línea suroeste hasta conseguir  (N921900-E193600) aguas arriba por esta quebrada, hasta su nacimiento en el Páramo de Mariño.
Por el Oeste:  Los límites generales del estado Mérida con el estado Táchira, en dirección noreste hasta el nacimiento del río Guaruríes, punto de partida del límite norte.

## Localidades
- El Amparo (capital)

- Mariño

- El Cambur

- La Llorona ( San Antonio)

- La Honda

- La Cañada
- Bordo La Cañada
- El Conde
- El Tejar
- Los Pereira
- Los Vega
- La Florida
- Paramo Mariño
- El Cuadrado
- La Soledad

## Aspectos Geográfico

### Condiciones Naturales
Cuenta con Aspectos como relieve, clima, suelos, vegetación, corrientes de aguas, flora y fauna que ayudan a determinar las características, condiciones, fragilidades, posibilidades y uso potencial de la tierra.

### Clima
El Amparo  tiene el clima monzónico o de Páramo. A lo largo del año hay altas temperaturas y mucha precipitación. La temperatura media anual en El Amparo es 26° y la precipitación media anual es 1851 mm. No llueve durante 36 días por año, la humedad media es del 87%.

### Temperatura
Los valores de temperatura promedio calculada para la zona de El Amparo 9° a 22° mayormente fríos.

### Precipitación
dMdo.
marzo es el mes menos lluvioso y octubre el que presenta mayor precipitación, la precipitación total anual promedio para la parroquia El Amparo es de 1.150 mm/año.

### Humedad
La cuenca del Escalante de la cual forma parte El Amparo, recibe la insolación de la tarde, cuando la neblina cubre la mayor parte de la vertiente lo que contribuye a disminuir la evaporación, y habiendo por lo tanto mayor humedad y una cobertura vegetal más densa, de fácil observación y hace más frío.

### Altitud
La zona de El Amparo se encuentra ubicada a 1200 m.s.n.m.

### Hidrografía
Cuenta con algunas lagunas y quebradas que dejan escurrir sus aguas hacia el noreste, a través de la subcuenca de los ríos Guaruríes y Culebría que desenbocan en el río Escalante y en el Lago de Maracaibo, una vez que se encuentran en la llanura sur lacustre.
Esas lagunas reciben nombres acorde con su color, aspecto visual o atractivo específico. Dentro de la parroquia se encuentra la Laguna Mariño y cerca a ellas la Laguna Negra (.s.n.m.), Laguna de Los Lirios (.s.n.m.), Laguna Brava (.s.n.m.) y Laguna de las Palmas.
Las quebradas que parten del Páramo o de sus vertientes y que prolongan su recorrido hacia el norte buscando su confluencia en los ríos Guaruríes y Culegría son: La Honda, que sirve de límite norte con el Municipio Zea. Esta Quebrada recibe, en predios del municipio Zea, el nombre de Churruscos. Guaimaral, que partiendo del Páramo, sirve de límite sur con  Llano del Municipio Tovar.Tovar.

### Topografía
El territorio de la parroquia El Amparo está conformado por una serie de lomas y colinas que en sentido suroeste, noreste se escalonan desde El Páramo de Mariño hasta el río Culegría.

### Suelo
Tiene suelos con texturas arenosas, ligeramente ácidas, pendientes suaves y con fertilidad natural muy buena para la parte agrícola.

### Vegetación
En El Amparo la flora es variada, debido al cambiante relieve que posee.
En esta zona podemos encontrar vegetación especial de páramo, (Mariño) sabana, (La Llorona y casco de la parroquia) bosques de grandes árboles, (los álamos, casco) y hermosas montañas en  (San Antonio).
Es importante mencionar que la vegetación de El Amparo, también se puede clasificar tomando en cuenta la función que cumple.
·        Vegetación protectora. Encontramos especies arbóreas de zona intermedia tales como: Guamo, Naranjo Criollo agrio y dulce, Horumo, Guaimaro, Ceibo, Pardillo y Cedro, que sirve de sombra, a los cafetales tradicionales.
Entre las Flores destacadas se encuentran:
La Hortencia
El Capacho
Los Lirios 
Amor Ardiente
Dalias
Claveles  
Mermelada
Margarita
Clavel
Cayena
Orquídea de Monte
·        Vegetación Es productora de: El Cambur, Caña de azúcar, el cedro y el café, cultivo muy extendido en el lugar debido a las condiciones climáticas existentes.

### Fauna
Dentro de la fauna de El Amparo tenemos el Picure, Rabipelado, , el Cachicamo, el Zorrillo y una gran variedad de serpientes venenosas y otras inofensivas.
La fauna productora está constituida por el ganado vacuno, (criollo) ganado porcino, (jersey criollo)ganado caballar, (raza criolla) y aves de corral, como las gallinas y pavos. También se observa una gran gama en la fauna avícola silvestre, pues se encuentran pavas, siotas, carpinteros, palomas rabíblancas, sientarios, predicadores, churicos, azulejos, picoplatas, mieleros y sabaneros entre otros.

## Aspectos Geoeconómicos

### En resumen, las primeras familias que llegaron a El Amparo (Aldea El Cambur) fueron
·        Saturnino García.
·        Familia García Méndez.
·        Familia García Escalante.
·        Familia Pereira Molina.
·        Familia Echeverría.Escalante.

### Evolución de la Población
Según el último censo del 2020 hay 1400 personas de los cuales 700 son mujeres, 400 Hombres, 99 niños 201 niñas. 
Tovar.

### Población, hasta el último censo del 2000
Con relación a la población actual es indispensable decir que los datos a mencionar son producto de un censo poblacional realizado en el mes de marzo del año 2000.
En tal sentido se halló, que el área urbana de El Amparo está conformada por diez (10) sectores con una población de:
·        Calle Principal Alberto Adriani, 111 varones, 123 hembras, total 234 habitantes.
·        Sector calle Los Pereiras, 30 varones, 27 hembras, total 57 habitantes.
.      Sector El Conde, 99 varones, 116 hembras total 215.
·        Calle Bolívar, 49 varones, 43 hembras, total 92 habitantes.
·        Sector El Tejar, 75 varones, 66 hembras, total 141 habitantes.
·        Sector Los Altuves, 26 varones, 26 hembras, total 52 habitantes.
·        Vereda Los Rivas, 12 varones, 9 hembras, total 21 habitantes.
·        Vereda los Herrera, 8 varones, 5 hembras, total 13 habitantes.
·        Camino Viejo (Vía El Cambur), 18 varones, 13 hembras, total 31 habitantes.
·        Calle Las Vegas, 30 varones, 30 hembras, total 60 habitantes.
·        Sector La Florida , 38 varones, 27 hembras, total 65 habitantes.
La suma total del censo poblacional urbano es de 991 habitantes.
Esperando actualizar la data por el nuevo censo 2020.

### Emigración
De la parroquia El Amparo se han trasladado personas, abandonando esta región y se residencian en otra disminuyendo el desempleo y facilitando el aumento de la productividad y la venta de productos en otros lugares.

### Inmigración
Llegar a un país para vivir en él. En El Amparo se encuentran residenciados actualmente un grupo de extranjeros de nacionalidad colombiana que aportan su mano de obra.

### Natalidad
La parroquia El Amparo, cuenta con una natalidad que va en desarrollo cada día, debido al cambio y crecimiento.

### Mortalidad
Mientras se desarrolla una creciente natalidad la mortalidad ha disminuido y su población por lo tanto aumenta.

## Economía
En la comunidad de El Amparo los pobladores se desempeñan en diferentes sectores oficios como: agricultores, herreros, panaderos, bodegas, carnicerías, avicultores, trapiches, trabajan con parafinas (velas y velones y otras actividades eventuales).

### Sector Primario
Representado por la agricultura y la ganadería, El Amparo es más propicio para la agricultura que constituye el primer sector económico por su relieve y sus suelos.

### Productos Agrícolas
Las actividades económicas de El Amparo se sustentan principalmente en la actividad agrícola, en cultivos de café, cambur y caña de azúcar, generando en las Aldeas El Tejar, La Cañada, El Cambur, Sector Páramo de Mariño, Los Pereiras y San Antonio.
El Café: Es el primer rubro de la comunidad, es llevado en grandes cantidades a los centros de acopio, ubicados en Santa Cruz de Mora (PACA) y El Playón de Zea.
El Cambur: Es distribuido en la parroquia en tres centros de acopio, quienes posteriormente lo procesan hasta el estado de madurez del producto y lo distribuyen en el municipio y a varios estados del país.
Caña de Azúcar: Con este rubro ocurre algo diferente, por cuanto es comercializado dentro de la misma comunidad, por lo general el agricultor le vende al trapichero quien luego de procesarlo y convertirlo en panela, es vendido a los bodegueros y a los alambiqueros de la zona, la producción restante es llevada a Tovar, Zea y otros estados.
Productos Agropecuarios
La producción de leche y cuajada, es otra de las actividades presentes en la finca, con ganado vacuno.
En la zona alta que abarca El Páramo de Mariño y Cambur Alto, se cultiva el tomate a gran escala, que es comercializado en primer lugar en las poblaciones vecinas y en segundo lugar hacia la capital del estado (Mérida) y otros estados del país.

### Sector Secundario
El Amparo cuenta con una fábrica de velas y velones, (trabajan la parafina) se fabrica artesanía con gancho de cambur como sombreros, cestas y otros.  Entre estas artesanías se destacan Carmen Montilva.
Existen otros establecimientos como talleres mecánicos, panaderías, trapiches de caña de azúcar como panela, papelón, procesamiento del café como la Agropecuaria “La Llanada”.
El Miche Callejonero, es un licor que se produce en forma clandestina desde épocas pasadas en las zonas montañosas de la parroquia, es una bebida popular y tradicional entre los vecinos y pobladores cercanos.  Ofreciendo un nivel de ingresos económicos para algunas familias del lugar.

### Sector Terciario
Nuestra economía circunda en lo comercial, atendida por su propietario en lo informal venta de ropa (Boutique), contamos con gran diversidad de comercios como bodegas, abastos, carnicerías, peluquerías, restaurantes, tascas.
Las familias de El Amparo, tanto del sector rural como los del sector urbano, en su mayoría, salen los sábados a Tovar, para hacer el mercado de la semana, pues aunque en la parroquia existen ocho (8) bodegas, los pobladores consideran que en los centros comerciales de Tovar, existen más variedad de productos y a precios más accesibles.
Otras de las características, que es importante mencionar en el intercambio comercial, es la costumbre de obtener beneficios económicos a partir de la venta en él.
Así mismo, los dueños de bodega y otros establecimientos comerciales, adquieren productos como el pescado salado, el queso blanco y ahumado, carne fresca y diferentes tipos de víveres, para hacer comercializados entre los pobladores de él Amparo, las aldeas o sectores de la parroquia, vecinos y transeúntes que frecuentan la zona.
Tomando en cuenta lo antes mencionado, de puede decir que la función actual de este centro poblado, es la de ser un punto nodal, por cuanto desde él sale y llega fluido (alimentos) a la vez que confluyen elementos de transporte y establece la comunicación diaria entre parte de la tierra medias y bajas del suroeste de y de Maracaibo.

## Servicios Públicos
Posee los básicos, como el agua, aseo urbano, energía eléctrica, TV por cable, en el casco del pueblo.  Teléfonos ransportes públicos y desde el 2016 internet satelital.

### Instituciones Públicas
En El Amparo funcionan Centros Educativos como:
- Escuela Técnica "Genoveva Montero de Vega"

- Escuela Bolivariana "Mariño Tovar"

- Escuela Bolivariana "La Honda"

- Escuela Bolivariana "Juan Picon González"

- Escuela Bolivariana "El Cambur"

- Escuela Bolivariana Estadal "San Antonio"

### Salud
- Ambulatorio rural II El Amparo
- Misión Barrio Adentro
- Misión  Negra Hipolita. Centro Terapéutico para personas con Adicción.
- Centro de Juventud Prolongada. Ancianato de El Amparo.

### Instituciones públicas
- Prefectura
- Casilla policial
- Junta parroquial

### Iglesia de Nuestra Señora del Amparo.
La iglesia del Amparo, en El Amparo, que todos los domingos en actividades especiales el párroco de la comunidad dirige las Misas Funerales, Matrimonios, Bautizos y otros, al igual que en La Honda
● Iglesia Cristiana Pentecostal Unidad de Venezuela.
Vía al Cambur. Ubicada en la calle 10 Camino Real. Sector El Conde. Reuniones los domingos: 9:00 a. m..
● Salón del Reino Testigos de Jehová.
Vía a las Cruces, antes del Puente de El Amparo, o después del Arbolon. Sector El Tejar.  
Reuniones: Los Domingos
Horario: de 9:00 a. m. a 10:00 a. m.
Estudio de la Atalaya.
de 10:20 a. m. a 12:00 p. m. 
Vida y Ministerio.

### Cooperativas
- Café.
- Construcción.
- Corte y Costura, entre otras.

### Zonas de Recreación
- Plaza Bolívar.
- “El Amparo”Cancha deportiva (en La Honda).
- Parque recreacional de (Páramo de Mariño).

En el Páramo de Mariño y sus lagunas dibujan un espacio físico de  de Tovar, representa algo muy ligado con nuestro folklore, hay una creencia de quien grite a la orilla de una laguna puede volverla brava y encantar a la víctima.

## Parque nacional Páramos Batallón y La Negra
El parque nacional General Juan Pablo Peñaloza está formado por dos páramos: Batallón y La Negra, los cuales son una importante fuente de abastecimiento de aguas. Cabe destacar que aquí nacen los ríos Uribante, Escalante, La Grita, Mocotíes, El Molino, Torbes, Orope, Umuquena, Bobo, Pereña y Quebrada Grande y las aguas que alimentan el complejo hidroeléctrico Uribante-Caparo.